# Ryan Grant (football américain)
Pour les articles homonymes, voir Ryan Grant.
(en) Statistiques sur pro-football-reference
Ryan Brett Grant (né le 9 décembre 1982 à Suffern) est un joueur américain de football américain.

## Lycée
Grant joue dans deux lycées différents: le Don Brosco Prep de Ramsey, ensuite le Clarkstown South High School de West Nyack. Il revient plus tard dans son lycée de Ramsey en 2000 et est nommé meilleur joueur du New Jersey de l'année selon USA Today. Lors de sa dernière saison, il dépasse les mille yards et inscrit six touchdowns, participant à la finale du championnat du New Jersey, perdu contre la Holy Cross High School. Il joue aussi au basket-ball et court le 100 mètres, effectuant un record de 10,7 secondes.

## Carrière

### Universitaire
Il entre ensuite à l'université Notre-Dame et fait quelques apparitions sous la houlette de l'entraîneur Bob Davie lors d'une saison très moyenne des Fighting Irish 5-6. Davie est limogé et c'est Tyrone Willingham qui est nommé entraineur de l'équipe. En raison de l'absence de Julius Jones, Willingham donne sa chance à Grant en 2002 et le met au poste de titulaire pour les douze matchs de la saison où il court plus de mille yards lors de cette saison dont quatre matchs à plus de cent yards. Grant livre une très belle prestation contre l'équipe de l'Air Force, courant 190 yards et marquant un touchdown. Notre-Dame termine avec un score de 10-3.
En 2003, Jones revient et reprend le poste de titulaire à Grant après que celui-ci a joué les cinq premiers matchs de la saison. Grant court 510 yards lors de cette saison. Pour sa dernière saison, il est nommé capitaine de l'équipe de Notre-Dame mais doit se battre pour le poste de running back après l'arrivée de Darius Walker. Il marque deux touchdowns contre la Marine et court 112 yards, ce qui est sa seule grande performance de la saison. Blessé au tendon, Grant doit se retirer, laissant la place à Walker. Ryan termine la saison avec 515 yards et cinq touchdowns.

### Professionnelle
Ryan Grant n'est sélectionné par aucune équipe lors de la draft de la NFL de 2005 et signe comme agent libre avec l'équipe d'entrainement des Giants de New York avec laquelle il passe la saison 2005. Une blessure au bras, lors d'une fête, l'empêche de jouer la saison 2006.
Le 1er septembre 2007, Grant est envoyé aux Packers de Green Bay contre le choix des Packers au sixième tour du draft de 2008. Il est donc le troisième running back de l'équipe derrière Brandon Jackson et DeShawn Wynn. Lors du huitième match de la saison, Wynn se blesse contre les Broncos de Denver et Grant le remplace et court 104 yards. Il marque son premier touchdown en professionnel le 11 novembre 2007 contre les Vikings du Minnesota lors d'une victoire 34-0. Il marque lors de cette saison huit touchdowns. À la fin de la saison, Grant se retrouve agent libre mais signe un nouveau contrat avec la franchise du Wisconsin. Le 4 août 2008, un accord est trouvé entre Green Bay et Grant pour une prolongation de contrat de quatre ans pour trente millions de dollars.
Il fait une saison 2008 décevante mais se rattrape en 2009 avec 1253 yards (troisième pour la NFC), onze touchdowns (second en NFC). En 2010, il se blesse le 12 septembre contre les Eagles de Philadelphie, sa saison est terminée mais remporte sans y participer le Super Bowl XLV.